# 多田愛佳
多田 愛佳（おおた あいか、1994年〈平成6年〉12月8日 - ）は、日本の女優、タレント。女性アイドルグループHKT48、AKB48、および派生ユニット渡り廊下走り隊7の元メンバーである。
埼玉県出身。元プロダクション尾木所属。夫はプロ野球選手の山口航輝（千葉ロッテマリーンズ）。

## 来歴
2006年
- 12月3日、AKB48の『第三期追加メンバーオーディション』に合格（応募総数12,828名、最終合格者20名）。

2007年
- 4月8日、AKB48劇場でのチームB 1st Stage「青春ガールズ」初日公演において、旧チームBの一員として公演デビュー。[4][5]

2008年
- 3月、渡辺麻友、仲川遥香とともに「お菓子なシスターズ」を結成。NHK教育（現・Eテレ）の番組主題歌を担当した。
- 10月、「お菓子なシスターズ」に平嶋夏海が加入し、「渡り廊下走り隊」（後の渡り廊下走り隊7）に改称。

2009年
- 1月、「渡り廊下走り隊」としてCDデビューを果たした[6]。
- 6月から7月にかけて実施された『AKB48 13thシングル 選抜総選挙「神様に誓ってガチです」』では20位で、シングル選抜入りを果たした[7][8]。
- 8月23日に開催された『読売新聞創刊135周年記念コンサート AKB104選抜メンバー組閣祭り』の夜公演において、同年10月よりチームAに異動することが発表され、翌年7月27日に異動した[9][10]。

2010年
- 5月から6月にかけて実施された『AKB48 17thシングル 選抜総選挙「母さんに誓って、ガチです」』では22位で、アンダーガールズに選出された[11]。

2011年
- 5月から6月にかけて実施された『AKB48 22ndシングル 選抜総選挙「今年もガチです」』では25位で、アンダーガールズに選出された[12]。

2012年
- 5月30日発売の渡り廊下走り隊7のシングル「少年よ 嘘をつけ!」通常盤に自身初のソロ曲「へそが曲がる」が収録される[13]。
- 5月から6月にかけて実施された『AKB48 27thシングル 選抜総選挙』では52位で、フューチャーガールズに選出された[14]。
- 8月24日に開催された『AKB48 in TOKYO DOME 〜1830mの夢〜』初日公演において、HKT48へ完全移籍することが発表される[15]。
- 11月1日、HKT48に移籍。同日にHKT48劇場で開催された『チームH 1st Stage「手をつなぎながら」』公演に初出演し、公演中にチームHへの所属も発表された[16]。

2013年
- 3月、高等学校を卒業[17]。
- 5月から6月にかけて実施された『AKB48 32ndシングル 選抜総選挙』では43位となり、ネクストガールズに選出された[18]。
- 8月9日より、RKBラジオにて初の冠番組『GIRLS☆PUNCH FRIDAY らぶたんのラブリーデイズ』が放送開始[19]。

2014年
- 1月11日にiichikoグランシアタで開催されたHKT48九州コンサートツアー『九州7県ツアー〜可愛い子には旅をさせよ〜』の初日夜公演のアンコール出演時に、HKT48の「クラス替え」（チーム再編成）が発表され、多田を含むチームHメンバー8名が2014年春に新設されるチームKIVに異動となり、多田はチームKIV発足と同時に同チームのキャプテンに就任することとなった[20][21]。
- 4月17日、チームH「博多レジェンド」公演の千秋楽に出演[22]。
- 5月8日、チームKIV 1st Stage「シアターの女神」公演の初日公演よりチームKIVキャプテンとして劇場公演に出演を開始[23]。
- 5月から6月にかけて実施された『AKB48 37thシングル 選抜総選挙』では42位で、ネクストガールズに選出された[24]。

2015年
- 5月から6月にかけて実施された『AKB48 41stシングル 選抜総選挙』では41位で、ネクストガールズに選出された[25]。

2017年
- 1月17日、チームKIV「最終ベルが鳴る」公演において、HKT48を卒業することを発表し[26]、同年4月10日に行われた卒業公演でHKT48メンバーとしての活動を終了[27]。

2022年
- 9月29日、Twitterにて同月いっぱいでのLINE LIVEの配信終了とモバイルFCのCLOSEを報告。[28]
- 10月25日をもってプロダクション尾木を退所したことを自身のTwitterにて11月1日に発表した[2][3]。11月2日のTwitterでは、「しばらくの間、芸能界からは距離を置いてお休みする予定」としたものの、芸能界引退については否定した[29][30]。

2023年
- 11月20日、プロ野球選手・山口航輝（千葉ロッテマリーンズ）との結婚を公表。この日、山口が次年度の契約更改を行った後の記者会見の席において、多田と結婚したことを発表し[1]、その後、山口のSNSにて多田との連名での結婚報告が行われた[31]。

2024年
- 10月5日、第1子となる長女を出産したことを報告[32]。

## 人物
姓は「おおた」と読む。
5歳上の兄がいる。子猫のように気まぐれで、「ツンデレ娘」と評されていた。
アニメが好きで、声優、田村ゆかりのファンでもある。
EXILE・ATSUSHIは、中学校の先輩。

### AKB48・HKT48
田名部生来、仲谷明香、渡辺麻友と「ヲタ4」を結成していた。メンバーの中で一番仲が良いのは渡辺だった。宮崎美穂とも仲が良い。
HKT48でのキャッチフレーズは指原莉乃が考案した「博多・博多・博多・多田!」である。

## 参加曲

### シングル
HKT48名義
- スキ!スキ!スキップ!（2013年3月20日） - EAN 4988005747150。
- お願いヴァレンティヌ（2013年3月20日） - EAN 4988005747150。
- 片思いの唐揚げ（2013年3月20日） あまくち姫名義 - EAN 4988005747150。
- メロンジュース（2013年9月4日） - EAN 4988005779595。
- 希望の海流（2013年9月4日） あまくち姫名義 - EAN 4988005779618。
- 桜、みんなで食べた（2014年3月12日） - EAN 4988005814586。
- 君はどうして?（2014年3月12日） - EAN 4988005814586。
- 昔の彼氏のお兄ちゃんとつき合うということ（2014年3月12日） Team KIV名義 - EAN 4988005814593。
- 君のことが好きやけん（2014年3月12日） - EAN 4988005814616。
- 控えめI love you !（2014年9月24日） - EAN 4988005837837。
- 今 君を想う（2014年9月24日） - EAN 4988005837837。
- 夏の前（2014年9月24日） Team KIV名義 - JAN 4988005837844。
- 12秒（2015年4月22日） - JAN 4988005877222。
- ロックだよ、人生は…（2015年4月22日） - EAN 4988005877222。
- ハワイヘ行こう （2015年4月22日） Team KIV名義 - EAN 4988005877246。
- しぇからしか!（2015年11月25日） HKT48 feat.氣志團名義 - EAN 4988031129203。
- 黄昏のタンデム（2015年11月25日） - EAN 4988031129203。
- 夢見るチームKIV（2015年11月25日） Team KIV名義 - EAN 4988031129210。
- 74億分の1の君へ（2016年4月13日） - EAN 4988031148914。
- Chain of love（2016年4月13日） - EAN 4988031148914。
- 最高かよ（2016年9月7日） - EAN 4988031177365。
- 夢ひとつ（2016年9月7日） 穴井千尋と仲間たち名義 - EAN 4988031177365。
- Go Bananas!（2016年9月7日） HKT48 Team KIV名義 - EAN 4988031177389。
- 僕だけの白日夢（2017年2月15日） プラチナガールズ名義 - EAN 4988031207345。
- HKT48ファミリー（2017年2月15日） - EAN 4988031207406。

AKB48名義
- 桜の花びらたち2008（2008年2月27日） - EAN 4562104044664。
- 初日（2009年6月24日）チームB名義 - EAN 4988003371166。
- 言い訳Maybe（2009年8月26日） - EAN 4988003375010。
- 君のことが好きだから（2009年10月21日） アンダーガールズ名義 - EAN 4988003377038。
- 遠距離ポスター（2010年2月17日） チームPB名義 - EAN 4988003382421。
- 盗まれた唇 （2010年5月26日） アンダーガールズ名義 - EAN 4988003387594。
- マジジョテッペンブルース（2010年5月26日） - EAN 4988003387600。
- 涙のシーソーゲーム（2010年8月18日） アンダーガールズ名義 - EAN 4988003388379。
- 野菜シスターズ （2010年8月18日） 野菜シスターズ名義 - EAN 4988003388379。
- 僕だけのvalue（2010年10月27日） アンダーガールズ名義 - EAN 4988003394899。
- 胡桃とダイアローグ（2010年12月8日） チームA名義 - EAN 4988003396831。
- 偶然の十字路（2011年2月16日） アンダーガールズ名義 - EAN 4988003399184。
- Everyday、カチューシャ（2011年5月25日） - EAN 4988003405670。
- ヤンキーソウル（2011年5月25日） - EAN 4988003405670。
- 抱きしめちゃいけない（2011年8月24日） アンダーガールズ名義  - EAN 4988003407971。
- 青春と気づかないまま（2011年8月24日） - EAN 4988003407971。
- 野菜占い（2011年8月24日） 野菜シスターズ2011名義 - EAN 4988003411237。
- 君の背中（2011年10月26日） アンダーガールズ名義 - EAN 4988003412982。
- ノエルの夜（2011年12月7日） - EAN 4988003413729。
- 隣人は傷つかない（2011年12月7日） チームA名義 - EAN 4988003413729。
- 羊飼いの旅（2012年2月15日） スペシャルガールズB名義 - EAN 4988003417376。
- 3つの涙（2012年5月23日） スペシャルガールズ名義 - EAN 4988003422486。
- Show fight!（2012年8月29日） フューチャーガールズ名義 - EAN 4988003426804。
- 初恋バタフライ（2012年12月5日） HKT48名義 - EAN 4988003429744。
- 私たちのReason（2012年12月5日） - EAN 4988003432140。
- Waiting room（2013年2月20日） アンダーガールズ名義 - EAN 4988003432188。
- 今度こそエクスタシー（2013年8月21日） ネクストガールズ名義 - EAN 4988003441579。
- ハート・エレキ（2013年10月30日） - EAN 4988003443726。
- ウインクは3回（2013年12月11日） HKT48名義 - EAN 4988003445201。
- 秘密のダイアリー（2014年2月26日） Baby Elephants名義 - EAN 4988003450120。
- ラブラドール・レトリバー（2014年5月21日） - EAN 4988003453015。
- ひと夏の反抗期（2014年8月27日） ネクストガールズ名義  - EAN 4988003454463。
- 歌いたい（2014年11月26日） かとれあ組名義 - EAN 4988003460839。
- 大人列車（2015年3月4日） HKT48名義 - EAN 4988003465988。
- 水の中の伝導率（2015年8月26日） ネクストガールズ名義  - EAN 4988003473075。
- Make noise（2016年3月9日） HKT48名義 - EAN 4988003484637。

### アルバム
AKB48名義
- 『神曲たち』（2010年4月7日）
  - 君と虹と太陽と - EAN 4988003385347。
- 『ここにいたこと』（2011年6月8日）
  - Overtake チームA名義 EAN 4988003403270。
  - わがままコレクション EAN 4988003403270。
  - ここにいたこと AKB48+SKE48+SDN48+NMB48名義 - EAN 4988003403270。
- 『1830m』（2012年8月15日）
  - Hate チームA名義 - EAN 4907770079068。
  - 青空よ 寂しくないか? AKB48+SKE48+SDN48+NMB48名義 - EAN 4907770079068。
- 『次の足跡』（2015年1月22日）
  - After rain - EAN 4988003447984。
  - 他人行儀なSunset beach - EAN 4988003447984。

ノースリーブス名義
- 『ノースリーブス』
  - 尺が欲しい 「恋愛運上昇団」名義

### 配信曲
HKT48名義
- タンスのゲン（2013年3月1日）

### 劇場公演ユニット曲
チームB 1st Stage「青春ガールズ」公演
- 雨の動物園

 チームB 2nd Stage「会いたかった」公演
- 嘆きのフィギュア
- ガラスのI LOVE YOU
- 背中から抱きしめて
- リオの革命
※全員参加曲ではあるが、「スカート、ひらり」ではフロントメンバー（スカひらセブン）で登場する。

 チームB 3rd Stage「パジャマドライブ」公演
- 天使のしっぽ

 チームB 4th Stage「アイドルの夜明け」公演
- 口移しのチョコレート
- 天国野郎（バックダンサー） ※
※浦野一美のユニットアンダー

 THEATRE G-ROSSO「夢を死なせるわけにいかない」公演
- となりのバナナ
※小野恵令奈・宮崎美穂のスタンバイ

 チームA 6th Stage「目撃者」公演
- ☆の向こう側
- 腕を組んで ※
※前田敦子のユニットアンダー

チームH 1st Stage「手をつなぎながら」公演
- チョコの行方

チームH 「博多レジェンド」公演
- ハート型ウイルス
- 遠距離ポスター
- ガラスの I LOVE YOU ※
※本村碧唯のユニットアンダー

ひまわり組「パジャマドライブ」公演
- 天使のしっぽ

チームKIV 1st Stage「シアターの女神」公演
- 嵐の夜には

チームKIV 2nd Stage「最終ベルが鳴る」公演
- おしべとめしべと夜の蝶々

## 出演

### テレビドラマ
- マジすか学園 第3話 - 第5話・最終話（2010年1月23日 - 2月6日・3月27日、テレビ東京） - らぶたん 役
- マジすか学園2 第4話・最終話（2011年5月7日・7月2日、テレビ東京） - らぶたん 役
- 青山ワンセグ開発「ジョナ散歩」第2話（2011年12月17日、NHKワンセグ2） - らぶたん 役
- ツナガール!〜明日にエール〜（2013年2月2日、福岡放送） - 由香 役[37]
- 秘密（2013年8月24日、福岡放送） - 立花梨花 役[38]
- ジョナ散歩（NHK Eテレ）
  - 第1期・第2話（2015年1月15日）
  - 第2期・第3話（2016年2月2日）
- マジすか学園0 木更津乱闘編（2015年11月29日、日本テレビ） - オギ 役[39]
- ラブホの上野さん 第7話（2017年3月16日、フジテレビ） - 山川さおり 役[40]
- B面女子（2020年4月4日、東海テレビ・フジテレビ系列）[41]

### バラエティ
- Rの法則（2011年2月23日・3月30日 - 2016年3月28日、NHK Eテレ） - 第1期R'sメンバー
- 稲川淳二の超絶こわい劇場2014（2014年8月11日 - 17日、NOTTV）
- DO MALL! TV（2017年4月13日 - 、静岡朝日テレビ）[42]
- 妄萌がーる。〜恋したい女子が見てるって噂〜（2017年5月29日・6月5日、テレビ朝日）

### テレビアニメ
- クレヨンしんちゃん（2012年3月9日・16日、テレビ朝日） - らぶたん 役[43]

### 映画
- 富江 アンリミテッド（2011年5月14日、ティ・ジョイ／CJ Entertainment Japan） - 佳恵 役
- ラブポリス〜ニート達の挽歌〜（2012年2月25日、ジョリー・ロジャー）
- ×ゲーム2（2012年4月、ジョリー・ロジャー） - 主演・佐伯美鈴 役
- ソフテン!（2014年10月31日、オフィスインベーダー） - 黒地静 役[44]
- トイレの花子さん新章 〜花子VSヨースケ〜（2016年7月2日、チャンスイン） - ミカ 役[45]
- 寄生侵略 PARASITE WAR（2018年[注 1]） - 主演・大林幸子 役[46]
- 白と黒の同窓会（2019年11月16日、ミカタ・エンタテインメント）[47]
- 余命10年（2022年3月4日、ワーナー・ブラザース映画） - 高林茉莉の同級生 役[48]

### 舞台
- 劇団扉座公演『ドリル魂 横浜現場編』（2009年2月27日 - 3月1日、神奈川県立青少年センターホール）
- リーディングドラマ『もしもキミが。』（2011年9月1日 - 9日、PARCO劇場） - ヒロイン・冬本麻樹 役[49]
- HKT48指原莉乃座長公演（2015年4月8日 - 23日、明治座 / 8月15日 - 31日、博多座） - お黒 役[50]
- 劇団TEAM-ODAC 第22回本公演『MOON&DAY〜うちのタマ知りませんか？〜』（2016年9月7日 - 11日、草月ホール）[51]
- 舞台版『ロードス島戦記』（2017年1月6日 - 14日、紀伊國屋サザンシアター） - ヒロイン・ディードリット 役[52]
- D'TOT 7th act 舞台『緋色八犬伝』（2017年2月2日 - 5日、銀座博品館劇場）[53]
- 劇団TEAM-ODAC 第23回本公演『僕らのピンク スパイダー』（2017年3月9日 - 20日、紀伊國屋ホール）[54][55]
- 劇団TEAM-ODAC 番外公演『MOON&DAY～うちのタマ知りませんか？～人狼を探せ！3丁目のとある一日～』（2017年4月12日 - 14日、新宿村LIVE）
- 五反田タイガー 旗揚げ公演 featuring コモンシェア株式会社『Tokyo Community Life』（2017年5月10日 - 14日、新宿村LIVE） - 比嘉千恵子 役[56]
- ミュージカル『悪ノ娘』（2017年6月4日 - 11日、あうるすぽっと） - ネイ=フタピエ 役
- 負けんな漫研！（2017年9月6日 - 10日、六行会ホール）
- 五反田タイガー 2nd Stag featuring コモンシェア株式会社『花街花魁クロニクル』（2017年11月1日 - 5日、新宿村LIVE） - 水間弥生 役[57]
- ミュージカル『舞妓はレディ』（2018年3月4日 - 20日、博多座） - 福葉 役[58]
- SOLID STAR プロデュースvol.14『信長の野暮』（2018年7月11日 - 15日、六行会ホール）[59]
- 舞台『増田こうすけ劇場 ギャグマンガ日和 向かい風 100％』（2018年9月5日 - 9日、渋谷区文化総合センター大和田 伝承ホール） - ヒロイン・三上ドブ子 役[60][61]
- PURESMILE presents『おおばかもの 〜憧れのサンパチマイク〜』（2018年12月12日 - 16日、草月ホール）[62]
- 五反田タイガー 7th Stage『WORKER ANTSと働かないアリ』（2020年3月18日 - 22日、CBGKシブゲキ!!）[63]
- 殺し屋にくびったけ（2020年7月8日 - 12日、シアターサンモール） - レモン 役[64]
- 恋、燃ゆる。〜秋元松代作『おさんの恋』より〜（2020年10月19日 - 11月15日、明治座） - おたま 役[65][66][67]
- 劇団TEAM-ODAC 第36回本公演『ダルマ（2021）』（2021年6月3日 - 8日、浅草花劇場） - ヒロイン・エキナ 役[68]
- 劇団TEAM-ODAC 第39回本公演『破天荒フェニックス〜いつだって始まっている〜』（2022年6月1日 - 5日、シアターサンモール）- 長尾ゆき 役[69]
- おおばかもの～メレンゲとわすれもの～（2021年11月17日 - 21日、草月ホール） - ヒロイン[70]
- 劇団東少公演 ミュージカル『人魚姫』（2022年7月23日 - 25日、三越劇場） - 隣国の王女 役[71]

### ラジオ
- GIRLS☆PUNCH FRIDAY らぶたんのラブリーデイズ（2013年8月9日 - 2014年3月28日、RKBラジオ）

### ゲーム
- 萌える麻雀 もえじゃん!（2008年、ハドソン PlayStation Portableソフト） - 陸リン、叶千寿子 役

### ネット配信
- らぶたんマジでやります!（2014年9月1日 - 2015年2月24日、アメーバスタジオ）
- 多田愛佳チャンネル（2016年7月16日 - 、AMESTAGE）[72]
- 熱血!ときめき学園（2016年11月7日 - 、FRESH!） - 学級委員長[73]
- 華原朋美のトモちゃんといっしょZ（2016年 - 、AbemaTV） - 準レギュラー[74][注 2]
  - 華原朋美のトモちゃんといっしょ HKT48多田愛佳Ver.（2016年5月25日・11月2日）
- ひとりでできるもん！（2017年5月1日 - 、Live.me）

## 書籍

### 写真集
- B.L.T. U-17 sizzleful girl Vol.4 (TOKYO NEWS MOOK)（2007年11月7日、東京ニュース通信社）ISBN 978-4924566873
- B.L.T. U-17 summer（2008年8月7日、東京ニュース通信社）
- 多田愛佳 ファースト写真集「らぶLetter」（2017年12月8日、ワニブックス　撮影：佐藤佑一）

### カレンダー
- 多田愛佳 2012年カレンダー（2011年11月19日、ハゴロモ）
- 卓上 AKB48-102 多田愛佳 2013年カレンダー（2012年12月7日、ハゴロモ）
- 多田愛佳 2018年 カレンダー 壁掛け B2（2017年10月21日、トライエックス）